# Жеребенкова
Жеребе́нкова (рос. Жеребенкова) — присілок у складі Шадрінського району Курганської області, Росія. Входить до складу Дьомінської сільської ради.
Населення — 97 осіб (2010, 169 у 2002).
Національний склад станом на 2002 рік: росіяни — 75 %.